# Ray Sefo
'Sugar' Ray Sefo (Auckland, 15 februari 1971) is een Nieuw-Zeelands bokser, kickbokser en MMA-vechter. Hij is vijfvoudig wereldkampioen Muay Thai. Sefo volgt een opleiding Xtreme Couture Mixed Martial Arts. 

## Titels
- 2006 K-1 World GP Final 8 - Reserve Match
- 2005 K-1 World GP Final 8
- 2004 K-1 World GP Final 8
- 2003 K-1 World GP Final 8
- 2002 K-1 World GP Final 8 - 3rd Place
- 2000 K-1 World GP Final 8 - 2nd Place K-1 World Grand Prix 2000.
- 1997 WKBA World Super Heavyweight World champion.
- 1996 WMTF World Heavyweight champion.
- 1996 ISKA World Super Cruiserweight Champion.
- 1995 ISKA World Cruiserweight Champion.
- 1994 ISKA World Light Cruiserweight Champion.
- 1992 WMTF World Light Heavyweight Champion.
- 1992 South Pacific Cruiserweight Champion.
- 1991 New Zealand Cruiserweight Champion.
- 1990 New Zealand Heavyweight Champion.